# Истината за случая „Хари Куебърт“
Истината за случая „Хари Куебърт“ (на френски: La Vérité sur l’affaire Harry Quebert) е роман на швейцарския писател Жоел Дикер. Романът е издаден през 2012 г. съвместно от френското издателство „Éditions de Fallois“ (Париж) и швейцарското „L’Âge d’Homme“ (Лозана). На български език е издаден на 9 декември 2013 г. от издателство „Колибри“, в превод от френски на Росица Ташева.

## Сюжет
Внимание:  Текстът по-долу разкрива сюжета на произведението (или части от него)!
Пролетта на 2008 г., Ню Йорк. Младият писател Маркъс Голдман, издал един първи успешен роман, е изпаднал в творческа криза – неспособен е да напише своя втори роман, който трябва да предаде на издателя си след няколко месеца. Разкъсван между собствените си терзания и настоятелния си издател, Маркъс решава да се върне назад и да се обади за помощ на своя университетски преподавател, писател и стар приятел Хари Куебърт. Хари е човекът, който преди години помага на младия Маркъс, тогава оплетен в обърканите си стремежи и представи, и отваря очите му за живота и писането. Маркъс поема към Ню Хампшир, за да си припомни тези съвети, да получи вдъхновение и утеха от възрастния писател, но вместо това попада в центъра на стар, забравен скандал, който избухва с нова сила. Хари Куебърт е обвинен в убийството на 15-годишната Нола Келерган, изчезнала безследно през 1975 г. А 30 години по-късно трупът ѝ е открит заровен в двора на известния писател, с когото момичето е имало тайна връзка през онова далечно лято...
Убеден в невинността на Хари, Маркъс започва собствено разследване. За да оневини Хари и спаси кариерата си на писател, той трябва да отговори на три въпроса: Кой е убил Нола Келерган? Какво се е случило в Ню Хампшър през 1975 г.? И как се пише бестселър? ...

## Награди
Романът е номиниран е за наградите „Гонкур“ и „Ентералие“. Удостоен е през 2012 г. с Голямата награда за роман на Френската академия, с Награда „Гонкур“ на гимназистите и с Наградата за призвание „Блюстейн-Бланше“.